# خطمية تينية الأوراق
الخطمية تينية الأوراق أو خطمية أو ورد الزينة أو غسول نوع نباتي ينتمي إلى جنس الخطمية من الفصيلة الخبازية.